# Конструкторская документация
Конструкторская документация (КД) — результат опытно-конструкторских работ, носящий материальный характер и отделимый от самих работ
Конструкторская документация состоит из графических и текстовых документов, которые, в совокупности или в отдельности, определяют состав и устройство изделия и содержат необходимые данные для его разработки, изготовления, контроля, эксплуатации, ремонта и утилизации.

## Классификация
По характеру выполнения и использования документы делятся:
- на оригиналы;
- подлинники;
- дубликаты;
- копии.

В зависимости от комплектности (полноты) комплекта конструкторских документов выделяют:
- основной конструкторский документ;
- основной комплект конструкторских документов;
- полный комплект конструкторских документов.

Основной конструкторский документ полностью и однозначно определяет изделие и его состав. За основные конструкторские документы принимают: для деталей — чертеж детали; для сборочных единиц, комплексов и комплектов — спецификацию.
Основной комплект конструкторских документов изделия объединяет конструкторские документы, относящиеся ко всему изделию (составленные на все данное изделие в целом), например, сборочный чертеж, принципиальная электрическая схема, технические условия, эксплуатационные документы. Конструкторские документы составных частей в основной Комплект документов изделия не входят.
Полный комплект конструкторских документов изделия составляют (в общем случае) из следующих документов:
- основного комплекта конструкторских документов на данное изделие;
- основных комплектов конструкторских документов на все составные части данного изделия, примененные по своим основным конструкторским документам.

## Виды конструкторских документов
ГОСТ 2.102-2013 «ЕСКД. Виды и комплектность конструкторских документов» выделяет следующие виды конструкторских документов (в скобках указаны их коды):
- Графические документы:

- Чертёж детали;
- Сборочный чертеж (СБ);
- Чертеж общего вида (ВО);
- Теоретический чертеж (ТЧ);
- Габаритный чертеж (ГЧ);
- Электромонтажный чертеж (МЭ);
- Монтажный чертеж (МЧ);
- Упаковочный чертеж (УЧ);
- Схема (по ГОСТ 2.701);
- Электронная модель детали;
- Электронная модель сборочной единицы (ЭСБ);
- Электронная структура изделия.

- Текстовые документы:

- Перечень элементов (ПЭ);
- Пояснительная записка (ПЗ);
- Таблица (ТБ);
- Расчет (РР);
- Инструкция (И);
- Технические условия (ТУ);
- Программа и методика испытаний (ПМ);
- Эксплуатационные документы (по ГОСТ 2.601);
- Ремонтные документы (по ГОСТ 2.602);
- Спецификация;
- Ведомость спецификаций (ВС);
- Ведомость ссылочных документов (ВД);
- Ведомость покупных изделий (ВП);
- Ведомость разрешения применения покупных изделий (ВИ);
- Ведомость держателей подлинников (ДП);
- Ведомость технического предложения (ПТ);
- Ведомость эскизного проекта (ЭП);
- Ведомость технического проекта (ТП);
- Ведомость электронных документов (ВДЭ).

Все текстовые документы могут быть выполнены в электронной форме. Все графические документы могут быть выполнены в электронной форме как электронные чертежи и(или) как электронные модели. Документы одного вида и наименования, независимо от формы, являются равноправными и взаимозаменяемыми.

## Обозначение изделий и конструкторских документов
ГОСТ Р 2.201-2023 «ЕСКД. Обозначение изделий и конструкторских документов» устанавливает два правила обозначения изделий и конструкторских документов кроме эксплуатационных и ремонтных документов.
Обезличенный способ обозначения изделия имеет общий вид XXXX.CCCCCC.DDDTTTNN-XX, где:
- где XXXX — четырехзначный буквенный код организации-разработчика изделия либо восьмизначный цифровой код;
- CCCCCC — шестизначный числовой код классификационной характеристики согласно Общероссийскому классификатору изделий и конструкторских документов ОК 012-93;
- DDD — трехзначный порядковый числовой регистрационный номер;
- TTT — код вида документа (выбирают по ГОСТ Р 2.102);
- NN — порядковый номер КД;
- XX — двух- или трехзначный порядковый номер исполнения (только при групповом исполнении).

Объектно-ориентированный способ обозначения изделия имеет общий вид PPPP.FFFFFF.DDDD.TTT.NN, где:
- где PPPP — код (индекс) конечного изделия;
- FFFFFF — код, отражающий позицию изделия в структуре конечного изделия;
- DDDD — порядковый регистрационный номер изделия;
- TTT — код вида документа;
- NN — порядковый номер КД.

Обозначение основного конструкторского документа совпадает с обозначением изделия.
Обозначение неосновного документа состоит из обозначения изделия и кода документа, например: СБ — код сборочного чертежа, Э3 — код схемы электрической принципиальной.
Код документа не может содержать больше четырёх знаков.